# Izoterma LGD
Izoterma LGD (izoterma Lopez-Gonzaleza i Dietza) – 2-parametrowe równanie, które opisuje adsorpcję wielowarstwową na powierzchni homogenicznej (energetycznie jednorodnej). Jest prostą izotermą adsorpcji o charakterze eksperymentalnym, powstałą w wyniku spostrzeżenia, że dane izoterm doświadczalnych dobrze opisywanych w obszarze niskich i średnich ciśnień względnych x (z reguły od 0,05 do 0,4) przez znane izotermy teoretyczne leżą zwykle pomiędzy nimi. Przewidywania dalszego przebiegu (x > 0,4) za pomocą izotermy BET dawały zbyt wysokie wartości adsorpcji, natomiast dla izotermy Hüttiga przewidywania były zbyt niskie. Stąd badacze zaproponowali stosowanie prostego równania będącego w istocie średnią arytmetyczną równań izoterm BET i Hüttiga:
{\displaystyle \theta ={\tfrac {1}{2}}\left[\theta _{BET}({\text{K}},x)+\theta _{Hutt}({\text{K}},x)\right],}
gdzie:
- {\displaystyle \theta } = a/am – (statystyczne) pokrycie powierzchni (a – ilość zaadsorbowana – adsorpcja, am – pojemność monowarstwy adsorpcyjnej),
- x = p/ps – ciśnienie względne adsorbatu (p – ciśnienie, ps – ciśnienie pary nasyconej),
- K – stała równowagi adsorpcji.

Okazało się, że taka prosta 2-parametrowa izoterma zadziwiająco dobrze pasowała do wielu izoterm eksperymentalnych. Wytłumaczeniem może być to, że izoterma BET zwykle przewiduje zbyt silną adsorpcję w obszarze tworzenia wielowarstwy, podczas gdy izoterma Hüttiga z reguły zaniża przewidywania.
Stosunkowo niedawno zaproponowano bardzo podobne równanie, izotermę LGDa, będące w istocie analitycznym przybliżeniem izotermy LGD. Zaletą tego równania jest ułatwiona analiza jego właściwości:
{\displaystyle \theta ={\frac {1-{\tfrac {1}{2}}x^{2}}{1-x}}\cdot \left({\frac {K{\frac {x}{1-x}}}{1+K{\frac {x}{1-x}}}}\right).}
Równania LGD i LGDa mogą być stosowane jako izotermy lokalne przy opisie adsorpcji na powierzchni heterogenicznej (energetycznie niejednorodnej) za pomocą ogólnego równania całkowego.